# 一の俣温泉
一の俣温泉（いちのまたおんせん）は山口県下関市豊田町一ノ俣（旧国長門国）にある温泉。別名「豊田富士」とも呼ばれる一位ヶ岳のすそ野にある。
地名は「一ノ俣」であるが、温泉名は「一の俣温泉」で表記される。

## 泉質
- アルカリ性単純硫黄温泉
- 独特のぬめりがあり、ほのかに硫化水素臭がする。

温泉評論家の郡司勇は、芳玉旅館で入浴し、好意的な評価をしている。同旅館と一の俣温泉荘（廃業）では加温したかけ流し浴槽のほか、非加熱の源泉浴槽にも入浴ができる。

### 効能
- 神経痛、筋肉痛、関節痛など
- 高アルカリ性の為、肌がつるつるになる

※注 : 効能は万人にその効果を保障するものではない。

## 周辺環境
- 宿泊施設として、「一の俣温泉グランドホテル」・「一の俣温泉観光ホテル」・「芳玉旅館」の3施設があり、いずれも日帰り入浴の利用が可能。かつて「一の俣温泉荘」もあり、一時休業の後、2019年4月1日に営業再開したものの、新型コロナウイルスの影響で2020年9月で営業を終了した。
- 冬は猪鍋が名物。
- 近年、付近の一の俣桜公園が水沈林と澄んだ水の絶景として取り上げられることがある。
- 一の俣温泉の南方約3kmには、一の俣と同泉脈である荒木温泉があった。かつては入浴施設があったものの廃業。バス停にその名を残している。

## 歴史
明治10年（1877年）頃に温泉開発が着手され、明治44年（1911年）に宗岡実誠が泉源を掘り当て、翌年から浴場の建設がはじまり、大正2年（1913年）に竣工した。本格的な開発は第二次世界大戦後で、昭和38年（1963年）に泉源組合が結成され、昭和41年（1965年）に民間企業による温泉の経営がはじまった。かつては多くの旅館や公衆浴場があったが、次第に入浴施設が減少して今日に至る。「一の俣温泉荘」は2017年に施設の老朽化により一時閉業したが、地元有志により2019年4月より営業を再開したものの、2020年9月に再び営業を終了した。「一の俣温泉観光ホテル」は、じゃらんnetの「お風呂の良かった宿ランキング（中国・四国エリア）」で第1位となったこともある。

## アクセス
- 鉄道
  - 山陰本線滝部駅下車、ブルーライン交通バスで約35分
  - 山陽本線小月駅下車、無料シャトルバスで約45分
- 車：中国自動車道小月ICから国道491号、県道下関長門線、国道435号経由で約45分